# Pieski (Cewice)
Pieski [ˈpjɛski] (kaschubisch Piesczi; deutsch Jägerhof) ist ein Dorf in der Gmina Cewice, in der polnischen Woiwodschaft Pommern. Es liegt 7 km südlich von Cewice (Zewitz), 20 km südlich von Lębork (Lauenburg) und 57 km westlich von Danzig.
Bis 1945 bildete Jägerhof einen Wohnplatz in der Landgemeinde Schimmerwitz und gehört mit dieser zum Landkreis Lauenburg i. Pom. in der preußischen Provinz Pommern.